# Senneville (Quebec)
Senneville, antiguamente Boisbriand, es un municipio de pueblo perteneciente a la provincia de Quebec en Canadá. Está ubicado en la aglomeración de Montreal en la región administrativa de mismo nombre.

## Geografía

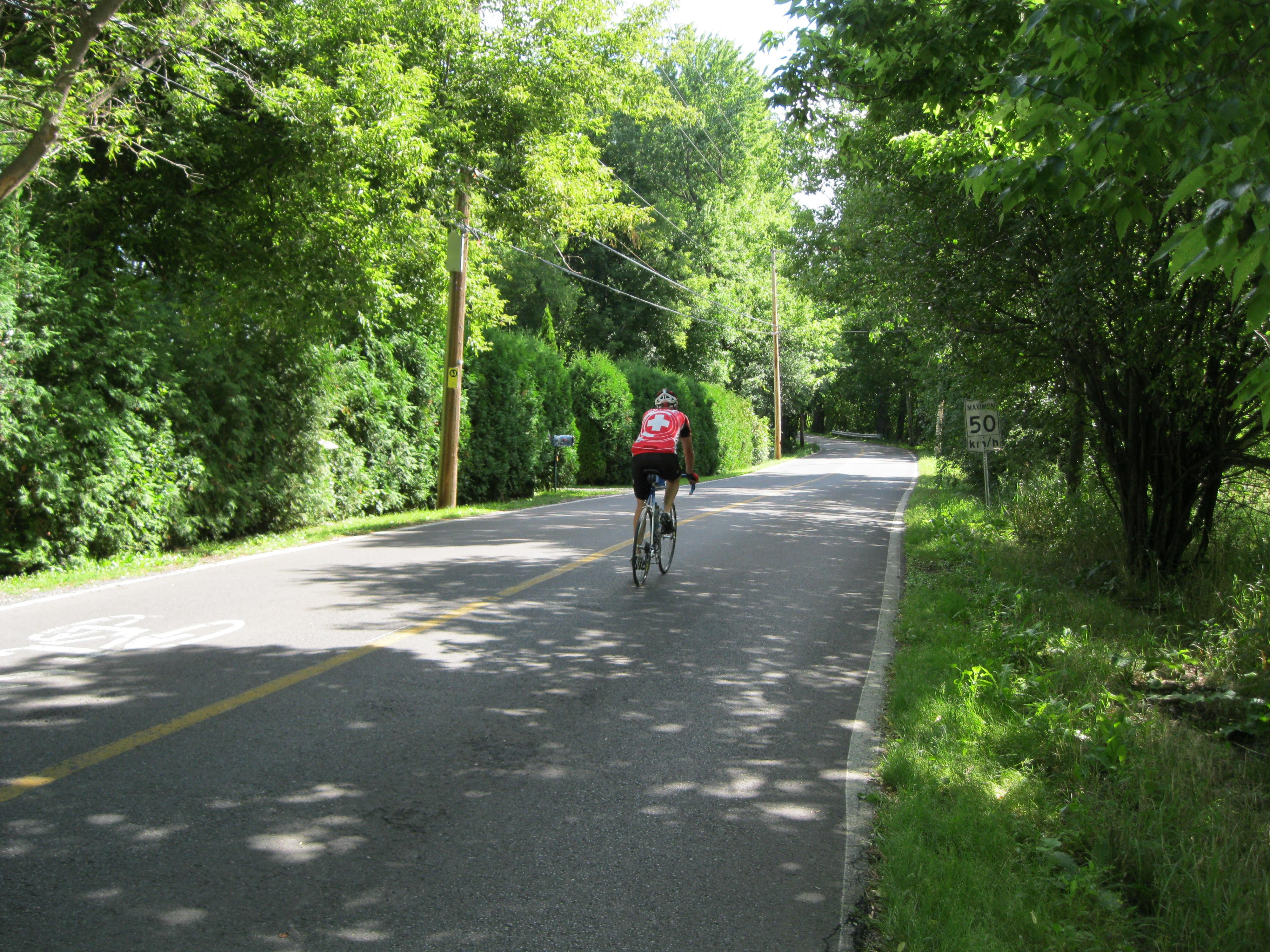
Chemin de Senneville

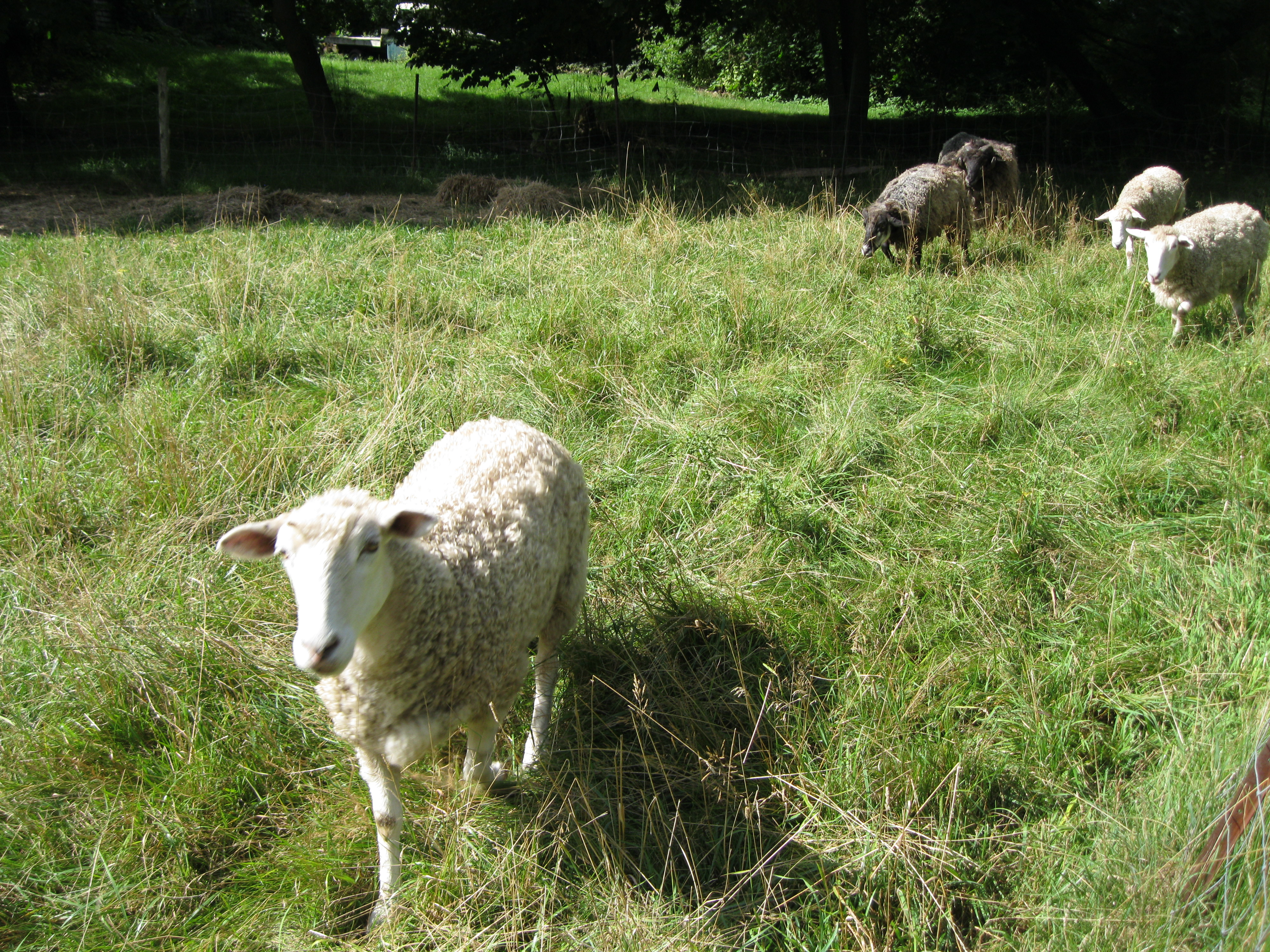
Parco de Bois-de-la-Roche

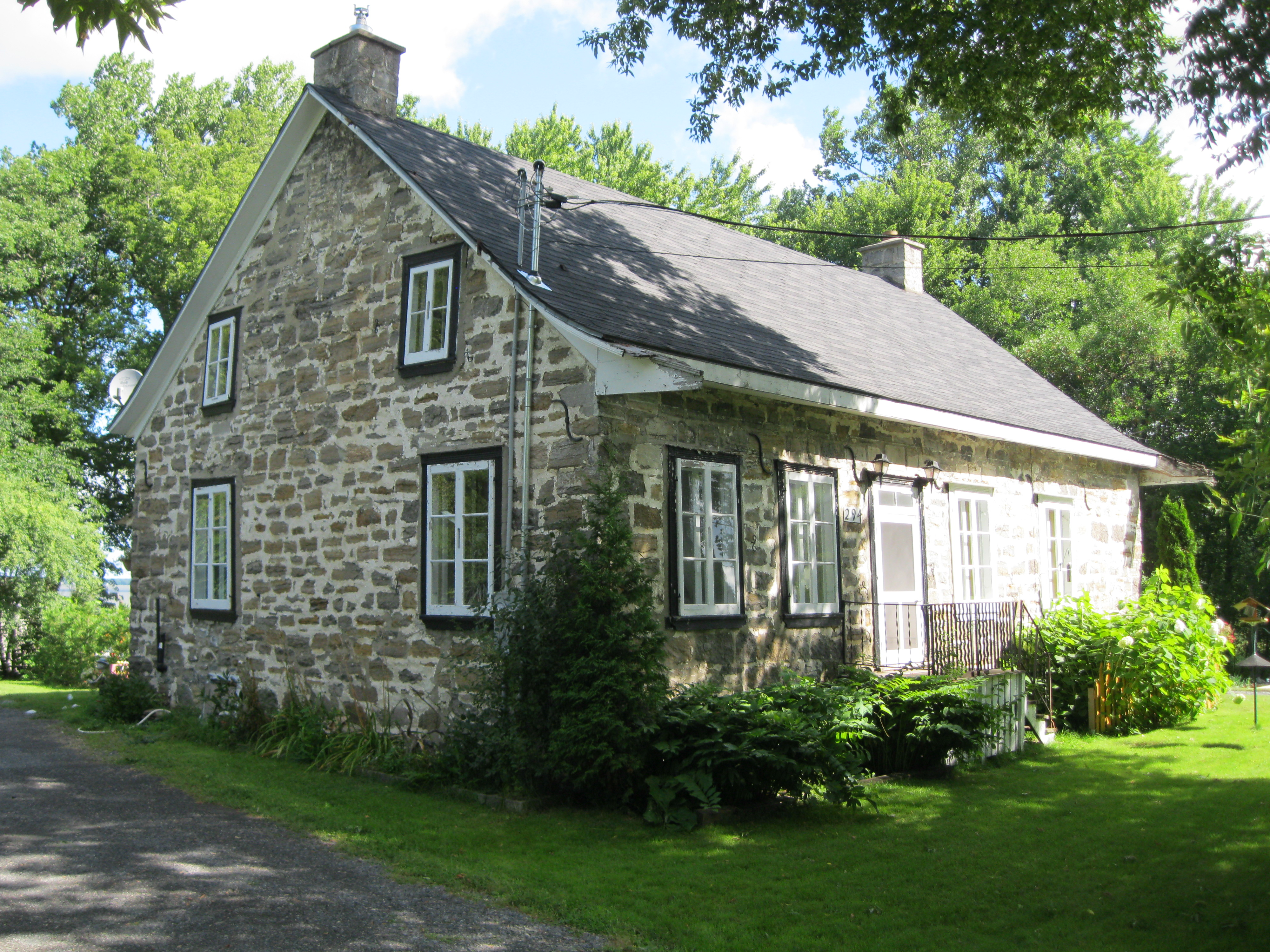
Casa Eustache-Rouleau

El pueblo de Senneville se encuentra en la punta oeste de la isla de Montreal. Limita al oeste y al norte con el lago de las Dos Montañas, al noreste con Pierrefonds-Roxboro (Montreal), al sureste con Sainte-Anne-de-Bellevue y al suroeste con los Rápidos de Sainte-Anne. Su superficie total es de 18,60 km², de los cuales 7,25 km² son tierra firme.

## Historia

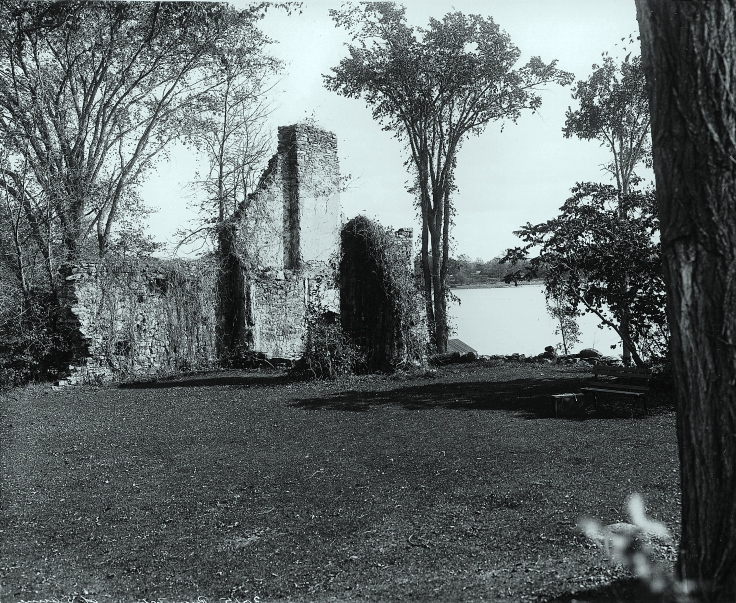
Fuerte de Senneville, hacia 1895

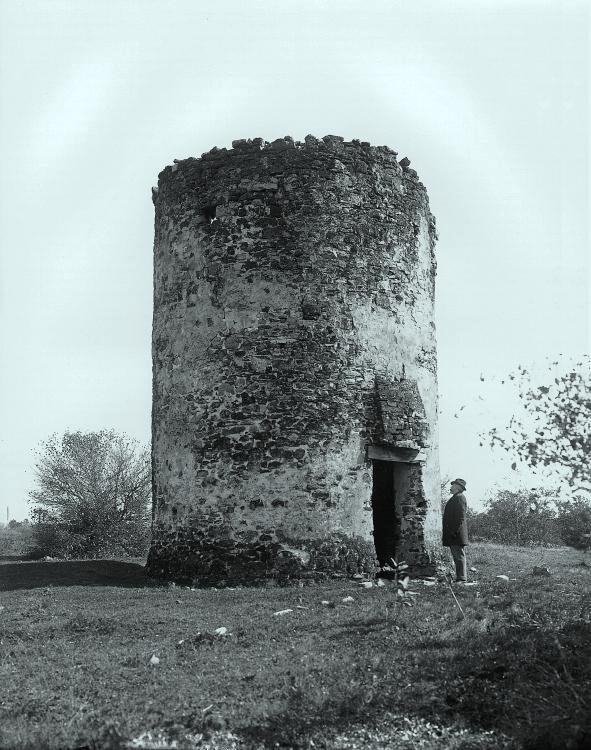
Molino de viento de Senneville, 1896

En Nueva Francia en 1672, el territorio está incluso en el feudo de Boisbriand, del nombre del primero concesionario Michel-Sidrac Dugué de Boisbriant. Vendó su propiedad a Charles Le Moyne y Jacques le Ber en 1679, que implantaron un puesto de comercio de piel. Le Bel nombró el luego Senneville, recordando Senneville-sur-Fécamp, el pueblo de Normandia donde nació. El municipio de pueblo de Senneville fue creado por separación del municipio de parroquia de Sainte-Anne-du-Bout-de-l’Île en 1895. Fue intregado en el arrondissement de Pierrefonds-Senneville en 2002 de la ciudad de Montreal. En 2006, fue recreado por separación de la ciudad de Montreal y fue integrado a la aglomeración de Montreal.

## Política
El consejo municipal se compone del alcalde y de seis consejeros representando distritos territoriales. La alcaldesa actual (2015) es Jane Guest, que sucedió a George McLeish en 2013.
|                            | 2005-2009 | 2009-2013       | 2013-2017                               |
| Alcalde                    | .         | George McLeish  | Jane Guest                              |
| 1 - Bois-de-la-Roche       | .         | .               | Michael Vanderlinden * François Vaqué** |
| 2 - Lac-des-Deux-Montagnes | .         | Charles Mickie  | Charles Mickie                          |
| 3 - Boisbriand - Les Quais | .         | .               | Brian McManus                           |
| 4 - Saint-Georges          | .         | Julie Brisebois | Martin Gauthier* Julie Brisebois**      |
| 5 - Muir Park              | .         | .               | Dennis Dicks                            |
| 6 - Aube                   | .         | Peter Csenar    | Peter Csenar                            |

* Al inicio del termo pero no al fin.  ** Actual o al fin del termo pero no al inicio. # En el partido del alcalde.
A nivel local y supralocal, Senneville forma parte de la aglomeración de Montreal, que tiene muchas competencias de municipios así como las de municipio regional de condado. El territorio de Senneville está incluso en la circunscripción electoral de Jacques-Cartier a nivel provincial y de Lac-Saint-Louis a nivel federal.

## Demografía
Según el censo de Canadá de 2011, Senneville contaba con 920 habitantes. La densidad de población estaba de 122,9 hab./km². Entre 2006 y 2011 hubo una disminución de 42 habitantes (4,4 %). En 2011, el número total de inmuebles particulares era de 374, de los cuales 350 estaban ocupados por residentes habituales, otros siendo en mayor parte residencias secundarias.

## Sociedad

### Personalidades
- Charles Le Moyne (1626-1685), señor y militar
- Jacques le Ber (1633-1706), señor y comercio
- Michel-Sidrac Dugué de Boisbriant (1638-1688), señor, militar y político